# Ewangeliarz z Cividale

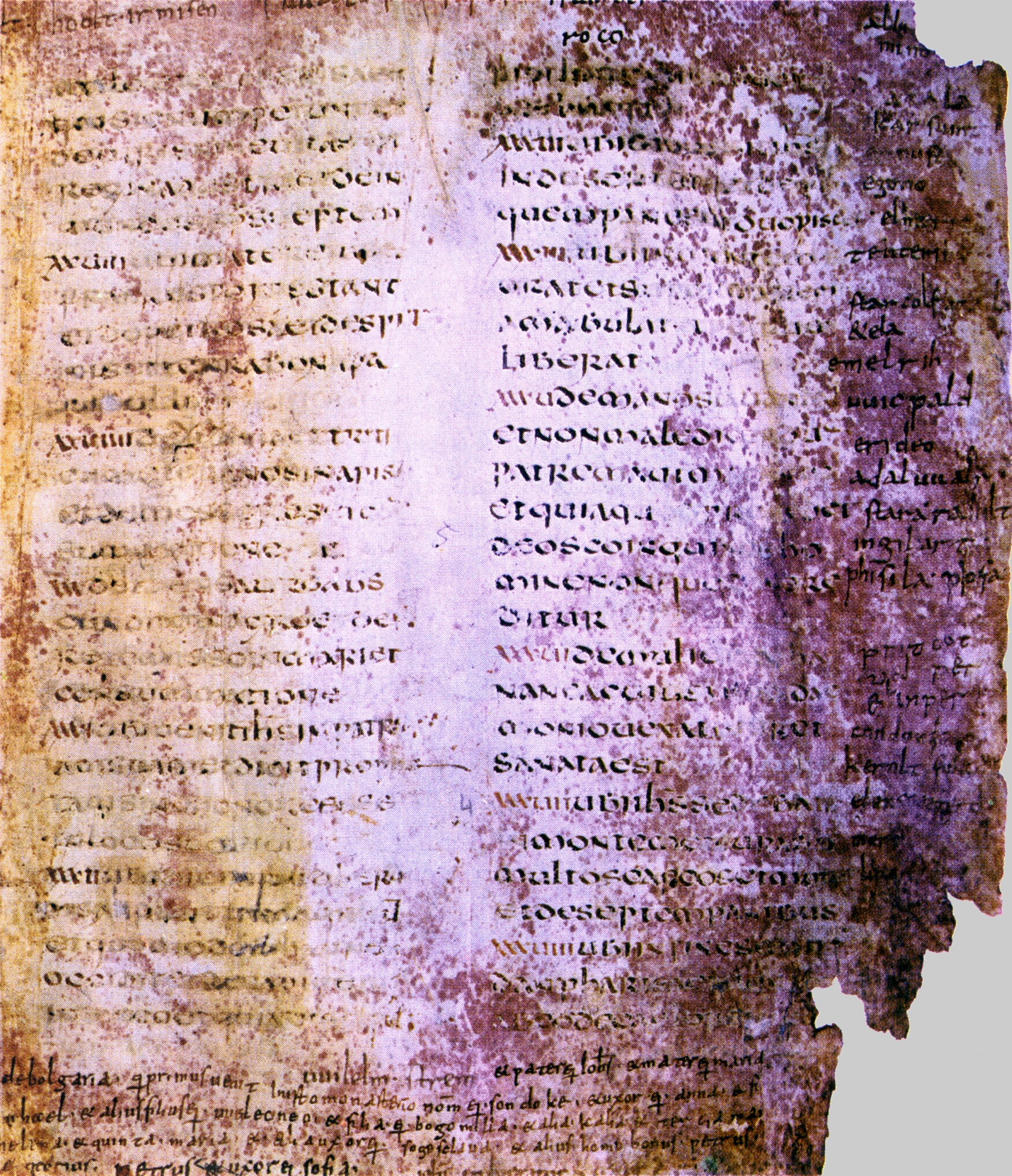
Strona z kodeksu

Ewangeliarz z Cividale, Kodeks z Cividale, Kodeks akwilejski – pochodzący z VI/VII wieku ewangeliarz pisany uncjałą, zawierający łaciński tekst Ewangelii Marka. Należy do najstarszych ewangeliarzy.
Cividale del Friuli było w średniowieczu ośrodkiem pielgrzymkowym, a sam kodeks traktowano jako relikwię, wierząc iż został spisany własnoręcznie przez św. Marka. W VIII-X wieku w wolne miejsca Ewangeliarza wpisywano imiona pątników, a często także ich rodzin i przyjaciół. Z powodu znacznego uszkodzenia zabytku część wpisów jest nieczytelnych, udało się jednak wyróżnić około 350 imion słowiańskich, pochodzących głównie z obszaru Panonii, Karyntii i Chorwacji, ale także Bułgarii i Moraw. W związku z tym manuskrypt stanowi ważne źródło dla poznania wczesnośredniowiecznych imion słowiańskich. Wyraźnie da się odróżnić imiona pochodzenia bułgarskiego, słoweńskiego (Vitogov), serbochorwackiego (Trpimir) i kilka zachodniosłowiańskiego (preblasclava, z charakterystycznym dla środkowej Słowaczyzny przyimkiem pre).
Ewangeliarz jest obecnie podzielony jest na dwie części. Jedna znajduje się w Cividale, druga została podarowana w 1354 roku Karolowi IV i przechowywana jest w Pradze.